# Zbigniew Jaremski
Zbigniew Jaremski (Zabrze, 19 juni 1949 – aldaar, 3 januari 2011) was een Poolse atleet en olympisch medaillewinnaar, die zich had gespecialiseerd in de 400 m.

## Loopbaan
Jaremski deed tweemaal mee aan de Olympische Zomerspelen: in 1972 in München en vier jaar later in Montreal. Op de individuele 400 m sneuvelde hij telkens in de kwartfinale, maar op de 4 x 400 m estafette bereikte hij tweemaal de finale. In 1972 wordt hij met de Poolse ploeg vijfde, in 1976 veroverde hij zelfs zilver samen met Jerzy Pietrzyk, Ryszard Podlas en Jan Werner. 
In 1972, 1973 en 1975 werd Jaremski ook nog eens Pools kampioen op de 400 m.

## Titels
- Pools kampioen 400 m - 1972, 1973, 1975

## Persoonlijk record
| Onderdeel | Prestatie | Jaar |
| --------- | --------- | ---- |
| 400 m     | 45,7 s    | 1972 |

## Palmares

### 400 m
- 1972:  Poolse kamp. - 45,8 s
- 1972: 3e in ¼ fin. OS - 46,52 s (in serie 46,20 s)
- 1973:  Poolse kamp. - 46,4 s
- 1975:  Poolse kamp. - 46,2 s
- 1972: 6e in ¼ fin. OS - 47,10 s (in serie 46,68 s)

### 4 x 400 m
- 1972: 5e OS - 3.01,1
- 1976:  OS - 3.01,43